# گلوریا افوئگبو
گلوریا افوئگبو (انگلیسی: Gloria Ofoegbu؛ زادهٔ ۳ ژانویهٔ ۱۹۹۲) بازیکن فوتبال اهل نیجریه است.
از باشگاه‌هایی که در آن بازی کرده‌است می‌توان به اشاره کرد.
وی همچنین در تیم‌های ملی فوتبال Nigeria women's national under-17 football team, Nigeria women's national under-20 football team، و زنان نیجریه بازی کرده‌است.